# NGC 6649
NGC 6649 في الفهرس العام الجديد، هي مجرة، تقع في كوكبة الترس (كوكبة). اكتشفت في 27 مايو 1835 بواسطة جون هيرشل.

## روابط خارجية
- NGC 6649 على موقع ويكي سكاي: DSS2, SDSS, GALEX, IRAS, Hydrogen α, X-Ray, Astrophoto, Sky Map, Articles and images